# Генрих Вацлав Мюнстербергский
Генрих Вацлав Мюнстербергский (чеш. Jindřich Václav Minsterberský, нем. Heinrich Wenzel von Oels und Bernstadt, Heinrich Wenzel von Podiebrad, or Heinrich Wenzel von Münsterberg; 7 октября 1592, Олесница — 21 августа 1639, Берутув), князь Берутувский (1617—1639), генеральный староста Силезии (1629—1639). Также он носил титулы герцога Мюнстербергского (князя Зембицкого) и графа Глац, но никогда не управлял этими землями.

## Биография
Представитель чешской династии панов из Подебрад. Третий сын Карла II Мюнстербергского (1545—1617), князя Олесницкого и Берутувского, от второго брака с Елизаветой Магдаленой (1562—1630), дочерью князя Георга II Бжегского.
В 1608 году Генрих Вацлав был назначен ректором Европейского университета «Виадрина» во Франкфурте-на-Одере. После путешествия по странам Европы он стал комиссаром императорской армии в Силезии и членом императорского совета.
В феврале 1617 года после смерти своего отца Карла II Мюнстербергского Генрих Вацлав унаследовал Берутувское княжество (Бернштадт). Его младший брат Карл Фридрих получил во владение Олесницкое княжество. В то же время братья Генрих Вацлав и Карл Фридрих унаследовали моравские поместья Штернберк и Евишовице.
Вместе со своим братом Карлом Фридрихом Генрих Вацлав приветствовал в феврале 1620 года в моравском городе Штернберк новоизбранного короля Чехии Фридриха Пфальцского, который был избран в 1619 году и следовал во Вроцлав (Бреслау) для получения оммажа.
В 1625 году Генрих Вацлав Мюнстербергский, князь Берутувский, пригласил композитора и автора гимнов Маттеуса Апельта в Бернштадт, назначив его в 1631 году секретарем в своей канцелярии.
В 1627 году Генрих Вацлав присутствовал на коронации в Праге императора Священной Римской империи Фердинанда III Габсбурга в качестве короля Чехии. В 1629 году король Чехии Фердинанд Габсбург назначил князя Генриха Вацлава новым генеральным старостой Силезии, последний дал обещание уважать свободу вероисповедания.
Когда в 1632 году протестантские князья Силезии перешли на сторону шведских и саксонских захватчиков, Генрих Вацлав, который сохранил верность императору, отказался созвать статы Силезии и временно покинул свою родину. Генрих Вацлав не изменил присяге на верность Габсбургам, в отличие от своего младшего брата Карла Фредерика, князя Олесницкого, который в 1633 году вместе с князьями Иоганном Кристианом Бжегским, Георгом Рудольфом Легницким и городским советов Вроцлава присоединился к Оборонительной Лиге, которая искала защиты Саксонии, Бранденбурга и Швеции.
В 1637 году Генрих Вацлав Мюнстербергский даровал городские права Мендзыбужу.
21 августа 1639 года 46-летний Генрих Вацлав скончался в Берутуве, столице своего княжества. Только через два года (30 октября 1641 года) его останки были перезахоронены в княжеской усыпальнице в Олеснице. Его титул и владения унаследовал его младший брат Карл Фредерик Мюнстербергский, князь Олесницкий.

## Браки и дети
7 ноября 1617 года Генрих Вацлав Мюнстербергский женился первым браком на Анне Магдалене Виттельсбах (19 марта 1602 — 20 августа 1630), дочери Георга Густава, пфальцграфа фон Фельденц. Первый брак был бездетным.
26 августа 1636 года он вторично женился на Анне Урсуле (1616 — 1 января 1657), дочери Альбрехта фон Рейбница. 16 января 1637 года в Регенсбурге король римский Фердинанд III возвел её в ранг герцогини Бернштадтской. У них родилось трое детей:
- Анна Эльжбета (6 июля 1637 — 28 января 1642)
- сын (род. и ум. 25 мая 1638)
- сын (род. и ум. 7 ноября 1639)